# Wyżyna Górnoswratecka
Wyżyna Górnoswratecka, (czes. Hornosvratecká vrchovina) – mezoregion w obrębie Masywu Czeskiego, leżący w północno-wschodniejej części Wyżyny Czeskomorawskiej, w północno-wschodniejej części Masywu Czeskomorawskiego (czes. Českomoravská vrchovina). Położony jest we wschodniej części Czech.

## Położenie
Graniczy na północnym zachodzie z Górami Żelaznymi (czes. Železné hory), na północnym wschodzie z Wyżyną Switawską (czes. Svitavská pahorkatina), na wschodzie z Rowem Boskowickim (czes. Boskovická brázda) i na krótkim odcinku z Wyżyną Drahańską (czes. Drahanská vrchovina), na południowym zachodzie z Wyżyną Krzyżanowską (czes. Křižanovská vrchovina)

## Opis
Jest to kraina pagórkowata i górzysta, silnie zalesiona. Jej powierzchnia wynosi 1.135 km², średnia wysokość 580 m n.p.m., a najwyższym wzniesieniem jest Devět skal (836 m n.p.m.), leżący w Górach Ździarskich.

## Budowa geologiczna
Wyżyna Górnoswratecka zbudowana jest ze skał metamorficznych – gnejsów, łupków łyszczykowych i in. oraz granitów, a także leżących na nich osadów permu, karbonu i kredy.

## Wody
Leży w dorzeczu Svratki, dopływu Dyi.

## Podział
Wyżyna Górnoswratecka:
- Góry Ździarskie (czes. Žďárské vrchy)
  - Las Borowski (czes. Borovský les)
  - Wyżyna Pohledeckoskalska (czes. Pohledeckoskalská vrchovina)
  - Wyżyna Dewitiskalska (czes. Devítiskalská vrchovina)
  - Kotlina Milowska (czes. Milovská kotlina)

- Wyżyna Nedwiedzicka (czes. Nedvědická vrchovina)
  - Równina Jedlowska (czes. Jedlovská plošina)
  - Wyżyna Wirska (czes. Vírská vrchovina)
  - Wyżyna Kunsztatska (czes. Kunštátská vrchovina)
  - Kotlina Krzetińska (czes. Křetínská kotlina)
  - Zrąb Żernownicki (czes. Žernovnická hrásť)
  - Pogórze Szykorzskie (czes. Sýkořská hornatina)
  - Wyżyna Pernsztejnska (czes. Pernštejnská vrchovina)
  - Wyżyna Sulkowiecka (czes. Sulkovecká vrchovina)
  - Kotlina Olesznicka (czes. Olešnická kotlina)

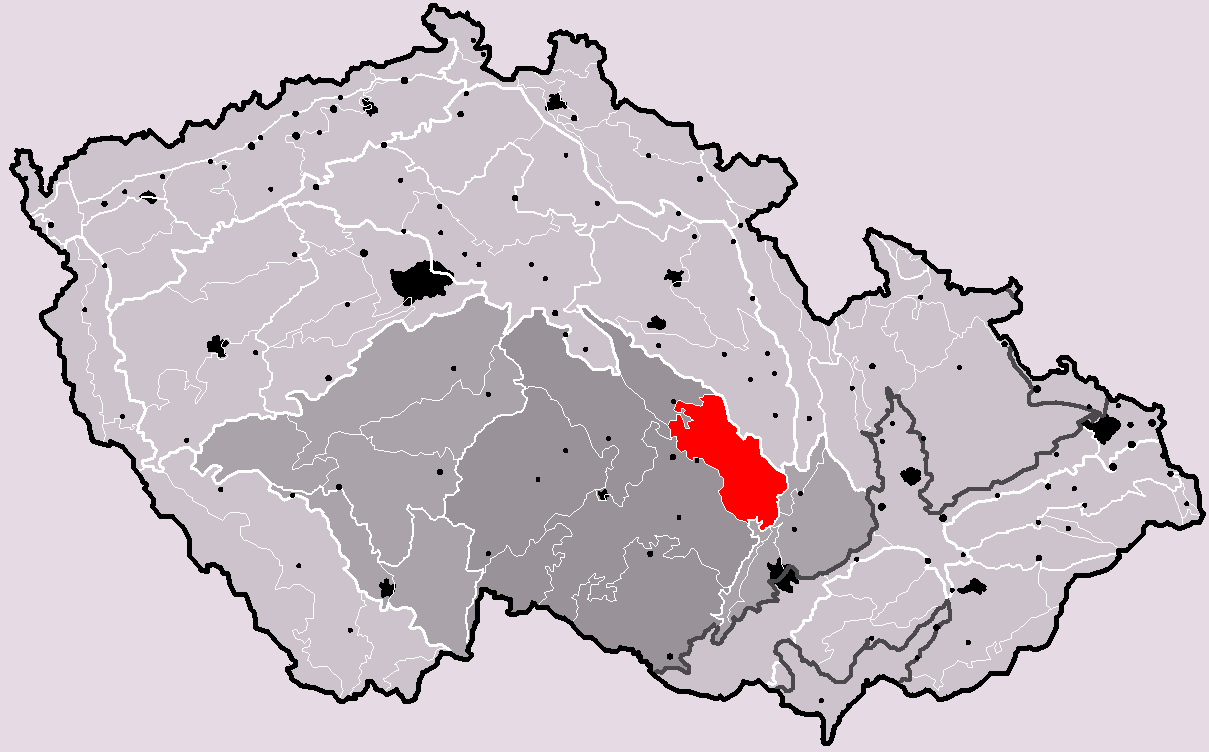
Położenie Wyżyny Górnoswrateckiej